# Philippa Lowthorpe
Philippa Lowthorpe (27 de diciembre de 1961) es una directora de cine y televisión inglesa. Fue galardonada con el  Deluxe Director Award en los Premios de Cine y Televisión WFTV por la miniserie Three Girls. Recientemente dirigió episodios de la segunda temporada de The Crown y la película Misbehavior en 2020.

## Biografía
Lowthorpe nació en un pueblo cerca de Doncaster, luego en West Riding of Yorkshire, y creció en Nettleham, Lincolnshire. Asistió a la Escuela De Aston en Market Rasen y luego fue a St Hilda's College, Oxford para estudiar Clásicas. Lowthorpe se mudó a Bristol para hacer documentales para BBC Bristol, incluidos Three Salons at the Seaside y A Skirt Through History sobre historias no contadas de mujeres.

## Trayectoria profesional
Lowthorpe comenzó como directora de documentales. Sus premiados documentales la llevaron a ser invitada a escribir y dirigir su primer drama Eight Hours from Paris (1997) de George Faber, una película para Screen Two en la que personas reales se interpretaban a sí mismas, junto a actores profesionales. A esto le siguió The Other Boleyn Girl (2003), adaptada de la novela de 2001 del mismo nombre de Philippa Gregory, para películas de la BBC, que se visiona en BBC 2.
Fue la directora principal de la primera serie de Call the Midwife. Su episodio de apertura obtuvo la audiencia más alta para cualquier debut de un drama en la última década. También dirigió el primer Especial de Navidad de Call the Midwife (2013), por el que ganó un BAFTA por dirección. Ella es la única mujer en haber ganado este premio.
Otros créditos como directora incluyen Five Daughters (2010), ganadora de varios premios, Jamaica Inn (2014), Cider with Rosie (2015) y el largometraje Swallows and Amazons (2016) para BFI/Studio Canal/BBC films.
Sus créditos incluyen Jamaica Inn, Call the Midwife, por la que ganó un British Academy Television Craft Award en 2013, Five Daughters, Beau Brummell: This Charming Man (2006) y The Other Boleyn Girl (2003). Una entrevista de 2013 con ella aparece en el sitio web de BAFTA, y recibió un premio del British Film Institute en 2013. Su primer largometraje, Swallows and Amazons, ganó el Gran Premio de Largometraje en el Festival Internacional de Cine Infantil de Nueva York y el Premio del Jurado Juvenil a la Mejor Película de Films4Families en el Festival Internacional de Cine de Seattle en 2017.
El trabajo reciente de Lowthorpe, la miniserie de la BBC Three Girls (2017) sobre la explotación infantil de Rochdale, la reunió con la productora ejecutiva Susan Hogg y el productor Simon Lewis, con quienes había trabajado anteriormente en la galardonada Five Daughters. La serie fue premiada por BAFTA a la mejor dirección en ficción, con la escritora Nicole Taylor reconocida como mejor guion en una serie dramática, y Úna Ní Dhonghaíle como mejor montaje en ficción, en 2018. En mayo de 2018, "Three Girls" también fue votada como Mejor Miniserie en los premios BAFTA TV (compartido con Nicole Taylor, Susan Hogg y Simon Lewis). En octubre de 2018, "Three Girls" también ganó el Prix Italia (nuevamente compartido con Nicole Taylor, Susan Hogg y Simon Lewis).

## Filmografía

### Cine y televisión
| Año       | Título                           | DR  | ES  | OT  | Notas                                                                      |
| 1992      | BBC 40 Minutes                   |     |     | Yes | Serie documental; Episodio: "Not at Their Age"                             |
| 1994      | Three Salons at the Seaside      | Yes |     | Yes | Documental; También producción                                             |
| 1994      | A Skirt Through History          | Yes | Yes | Yes | Serie documental; also producer; Episodios: "The Experiment", "A Marriage" |
| 1997      | Eight Hours from Paris           | Yes | Yes | Yes | Television film for Screen Two; también productora                         |
| 2003      | The Other Boleyn Girl            | Yes | Yes |     | Television film                                                            |
| 2006      | Beau Brummell: This Charming Man | Yes |     |     | Película                                                                   |
| 2007      | Sex, the City and Me             | Yes | Yes |     | Película                                                                   |
| 2010      | Five Daughters                   | Yes |     |     | Miniserie                                                                  |
| 2013-2014 | Call the Midwife                 | Yes |     |     | 5 episodios                                                                |
| 2014      | Jamaica Inn                      | Yes |     |     | Miniseries; Las tres partes                                                |
| 2015      | Cider with Rosie                 | Yes |     |     | Película                                                                   |
| 2016      | Swallows and Amazons             | Yes |     |     |                                                                            |
| 2017      | Three Girls                      | Yes |     |     | La serie de 3 episodios                                                    |
| 2017      | The Crown                        | Yes |     |     | Episodios: "Marionettes", "Vergangenheit"                                  |
| 2020      | Misbehaviour                     | Yes |     |     |                                                                            |

## Premios y nominaciones
| Año  | Premio                                                      | Categoría                                                       | Obra                        |
| ---- | ----------------------------------------------------------- | --------------------------------------------------------------- | --------------------------- |
| 1995 | Premios del programa RTS                                    | Mejor documental individual                                     | Three Salons at the Seaside |
| 2011 | Premios del programa RTS - Oeste de Inglaterra              | Mejor drama de televisión                                       | Five Daughters              |
| 2011 | Premios del programa RTS - Oeste de Inglaterra              | Mejor Director                                                  | Five Daughters              |
| 2011 | Premios del programa RTS                                    | Mejor serie dramática                                           | Five Daughters              |
| 2013 | Premios de Artesanía de Televisión de la Academia Británica | Mejor director - Ficción / Entretenimiento                      | Call the Midwife            |
| 2013 | Premios de televisión de la Academia Británica              | Radio Times Audience Award                                      | Call the Midwife            |
| 2013 | Premios del Club de Industrias de Radio y Televisión        | HD Drama Programme of the Year                                  | Call the Midwife            |
| 2013 | Premio Cristóbal                                            | Television & Cable                                              | Call the Midwife            |
| 2013 | Premios del programa RTS - Oeste de Inglaterra              | Mejor Director Dramático                                        | Call the Midwife            |
| 2013 | Premios del programa RTS                                    | Mejor serie dramática                                           | Call the Midwife            |
| 2017 | Festival Internacional de Cine de Seattle                   | Premio del jurado juvenil a la mejor película de Films4Families | Swallows and Amazons        |
| 2017 | Premios del programa RTS - Oeste de Inglaterra              | Mejor Director, Drama                                           | Swallows and Amazons        |
| 2017 | Festival Internacional de Cine Infantil de Nueva York       | Grand Prize Feature                                             | Swallows and Amazons        |
| 2017 | Premios WFTV                                                | El premio al Deluxe Director                                    | Herself                     |
| 2017 | Festival de la Fiction TV Awards                            | Jury Special Prize for European Fiction                         | La infamia                  |
| 2018 | Premios de Artesanía de Televisión de la Academia Británica | Mejor director: ficción                                         | La infamia                  |
| 2018 | Premios de televisión de la Academia Británica              |                                                                 | La infamia                  |
| 2018 | Premios del gremio de la prensa de radiodifusión            | Best Single Drama/Mini-series                                   | La infamia                  |
| 2018 | Premios de transmisión del Reino Unido                      | Mejor Drama Series                                              | La infamia                  |
| 2018 | Premios del programa RTS - Oeste de Inglaterra              | Mejor drama de televisión                                       | La infamia                  |
| 2018 | Premios del programa RTS - Oeste de Inglaterra              | Mejor Director Drama                                            | La infamia                  |
| 2018 | Premios del programa RTS                                    | Mejor miniserie                                                 | La infamia                  |

## Premios
- Título honorario de Doctor en Artes en reconocimiento a la contribución de Lowthorpe al cine y la televisión, UWE Bristol.[20]